# The Cave Girl
The Cave Girl (letteralmente "La ragazza delle caverne") è un romanzo fantastico avventuroso di Edgar Rice Burroughs incentrato sul tema del mondo perduto. Pubblicato nella sua versione definitiva nel 1925, è l'unione di due romanzi brevi precedentemente editi tra il 1913 e il 1917: The Cave Girl iniziato nel febbraio 1913, e pubblicato sulla rivista pulp The All-Story nel mese di luglio, agosto e settembre 1913; e The Cave Man, iniziato nel 1914 e pubblicato su All-Story Weekly tra marzo e aprile 1917.
L'edizione in volume unico venne pubblicata nel 1925 dall'editore A. C. McClurg (che aveva già pubblicato altri libri di Burroughs come Tarzan).
Il copyright della storia è scaduto negli Stati Uniti, dove il testo è pertanto nel pubblico dominio.